# 八島有美
八島 有美（やしま ゆみ、1972年4月13日 - ）は、日本の元女子プロボクサーで、初代JWBC日本フライ級王者。JWBCが公認する初のトレーナー。神奈川県横浜市磯子区出身。身長165cm、体重48kg。

## 来歴

### 下積み時代
駒澤大学3年時に大道塾で空手を始め、女子では唯一となる弐段を持つ。横浜北支部所属。
卒業後、女優を夢見て映画・テレビなどにも出演していたが、その後ゴールドジム横浜馬車道でボクシングを始め、1999年11月にはアマチュア大会出場。

### プロデビュー
2000年5月8日、布施雪野戦でプロデビュー。3RTKO勝ちで初陣を白星で飾る。
同年12月12日、3戦目にして金仁淑（韓国）を相手に初国際戦を行い、4RTKO勝ちを収めた。
2001年3月2日、初代日本女子フライ級チャンピオントーナメントに参加。準々決勝で高野由美に4R判定2-0で勝ち、同年7月20日に行われた準決勝では布施雪野を4R判定3-0で退け、初代フライ級王座に挑戦する権利を得る。同年10月10日、土田奈緒子を相手に初代フライ級王者決定戦を行うが、10R判定で引き分けとなり、翌年再び決定戦を行う事になる。

### 初代日本フライ級王者に
2002年2月3日、土田奈緒子を10R判定で下し、JWBCが認定する初代日本フライ級王者となった。
2002年4月29日、北沢タウンホールで、現役日本ミニフライ級王者のマーベラス森本と対戦。8R判定0-2で敗北。
2002年7月17日、大道塾の主催する「THE WARS 6 〜新たなる胎動〜」の「日本対フランス・ゴールデントロフィー対抗戦（WARSルール）」に参戦。ステファニー・デュカステルと55kg契約で対戦。2R2分15秒腕ひしぎ膝固めで一本負けを喫した。本人の弁によれば、ブレイクと勘違いして力を抜いた所で関節を極められたという。
2002年9月7日、アマンダ・ブキャナンとの8回戦に挑む。八島のパンチで出血したブキャナンは7ラウンド開始時にこの試合が6回戦である旨主張し自ら退場、試合放棄によりTKO勝利となった。
2003年1月24日、韓国ソウルのチャムシル学生体育館にて行われた日韓フライ級スーパーマッチに出場し、現役韓国フライ級王者の李仁栄と対戦。オーバーワークによってひいた風邪をこじらせ、前回の試合で負傷した箇所が完治しないまま出場、初のダウンを奪われ8R判定負けを喫した。
2003年11月30日、猪崎かずみを相手に初のタイトルマッチ、ドロー防衛。
2004年4月4日、東京のゴールドジムサウス東京アネックスで現役日本ミニフライ級王者で後のWIBA世界王者である袖岡裕子と2分2Rのエキシビションマッチを行った。

### 王座陥落、引退へ
2004年5月23日、柴田早千予戦で2度目の防衛に挑むも、判定負けし王座から陥落。試合直後に倒れ、急性硬膜下血腫と診断される。一命は取り止めたものの、選手生命を絶たれた。翌2005年3月13日、引退セレモニーを行う。引退後にWBCが初めて発表した女子世界ランキングでフライ級10位となっていた。
2005年12月、自身の半生を描いた舞台「ボクサー有美・石の拳」を自ら演じる。
その後JWBC初の公認トレーナーとなり、渡嘉敷勝男が会長を務める渡嘉敷ボクシングジムなどで後進の指導に当たっている。
2007年、キックボクシング「J-NETWORK」の女子部門「J-GIRLS」のイベントプロデューサーに就任した。
現在は「ザ・おやじファイト」の審判員を務めている。

## 戦績
- プロボクシング:14戦 9勝 3KO 3敗 2分

| 戦           | 日付           | 勝敗 | 時間    | 内容    | 対戦相手             | 国籍           | 備考                                           |
| ------------ | -------------- | ---- | ------- | ------- | -------------------- | -------------- | ---------------------------------------------- |
| 1            | 2000年5月8日   | 勝利 | 3R 0:24 | TKO     | 布施雪野             | 日本(JMN)      | プロデビュー戦                                 |
| 2            | 2000年9月21日  | 勝利 | 4R      | 判定3-0 | 久保真由美           | 日本(鴨居)     |                                                |
| 3            | 2000年12月12日 | 勝利 | 4R 1:41 | TKO     | 金仁淑               | 韓国           |                                                |
| 4            | 2001年3月2日   | 勝利 | 4R      | 判定2-0 | 高野由美             | 日本(山木)     | 日本女子フライ級チャンピオントーナメント       |
| 5            | 2001年7月20日  | 勝利 | 4R      | 判定3-0 | 布施雪野             | 日本(JMN)      | 日本女子フライ級チャンピオントーナメント準決勝 |
| 6            | 2001年10月10日 | 引分 | 10R     | 判定1-1 | 土田奈緒子           | 日本(入谷)     | 初代日本女子フライ級王座決定戦                 |
| 7            | 2002年2月3日   | 勝利 | 10R     | 判定3-0 | 土田奈緒子           | 日本(入谷)     | 日本女子フライ級王座決定戦                     |
| 8            | 2002年4月29日  | 敗北 | 8R      | 判定0-2 | マーベラス森本       | 日本(スピード) |                                                |
| 9            | 2002年9月7日   | 勝利 | 6R終了  | TKO     | アマンダ・ブキャナン | オーストラリア |                                                |
| 10           | 2002年12月18日 | 勝利 | 6R      | 判定3-0 | ニッキー・カビロ     | オーストラリア |                                                |
| 11           | 2003年1月23日  | 敗北 | 8R      | 判定0-3 | 李仁栄               | 韓国           |                                                |
| 12           | 2003年6月25日  | 勝利 | 8R      | 判定2-0 | ジーナ・レザース     | アメリカ合衆国 |                                                |
| 13           | 2003年11月30日 | 引分 | 10R     | 判定1-1 | 猪崎かずみ           | 日本(鴨居)     | 日本女子フライ級タイトルマッチ                 |
| 14           | 2004年5月23日  | 敗北 | 10R     | 判定0-3 | 柴田早千予           | 日本(白龍)     | 日本女子フライ級タイトルマッチ                 |
| テンプレート |                |      |         |         |                      |                |                                                |

## 獲得タイトル
- 初代JWBCフライ級王座（1度防衛）